# Cerapachys clarki
Cerapachys clarki é uma espécie de formiga do gênero Cerapachys.